# 田渕将平
田渕 将平（たぶち しょうへい、1989年8月22日 - ）は、日本の男性声優。兵庫県出身。アミュレート所属。

## 人物
2020年からアミュレート所属。所属以前は舞台俳優として主に活動していた。趣味としてラグビー観戦、プラモデル作り。特技として金管楽器演奏、料理を挙げている。

## 出演

### テレビアニメ
2022年
- サマータイムレンダ（祭り客、影）

2023年
- もののがたり（門守松太） - 2シリーズ
- BLEACH 千年血戦篇-訣別譚-（死神）

2024年
- ぶっちぎり?!（NG BOYS B、NG BOYS）
- 月が導く異世界道中 第二幕（ロック鳥）
- 転生したら第七王子だったので、気ままに魔術を極めます（領民）
- やり直し令嬢は竜帝陛下を攻略中（帝国兵隊長）

2025年
- ギルドの受付嬢ですが、残業は嫌なのでボスをソロ討伐しようと思います（ガンズ）
- いずれ最強の錬金術師?（ドルン）
- ばいばい、アース（剣士）

### 吹き替え
- レッドワン（ガルシア〈レイナルド・ファバーレ〉[22]）
- スター・ウォーズ:テイルズ・オブ・アンダーワールド（ヴァク・ラコ）
- スター・ウォーズ:ヤング・ジェダイ・アドベンチャー シーズン2（ブルチャ・ザ・ハット）
- スター・ウォーズ:アコライト
- スターウォーズ:テイルズ・オブ・エンパイア
- バットマン:マントの戦士（トニー・ジトー）
- アバター 伝説の少年アン
- イコライザー THE FINAL（サルバトーレ）
- アウトランダー シーズン7（アンディ〈キャメロン・フルトン〉）
- レジデント・エイリアン2（貸しボート店長〈ジェリー・サウス〉）
- 眠りの地（ダンカン〈パトリック・ギャラガー〉）
- バイオハザード:デスアイランド
- スティッキー ～大シロップ強盗団～（ギャリー）
- セナ（テリー・フラートン、他）
- シュリンキング:悩めるセラピスト シーズン2（デリク、他）
- ロスト・イン・シャドー（カビル）
- ジ・オフィス（ジョニー、メイソン、他）
- メイヤー・オブ・キングスタウン シーズン3（メイコン〈キーア・オドネル〉、他）
- コンフィデンシャル:国際共助捜査（ソ刑事、他）
- フリークスアウト（オズワルド、他）
- アドヴィタム
- キラーヒート
- Mr.ノボカイン（悪党[23]）
- ロング・ブライト・リバー（ドック）

### ボイスオーバー
- NHK｢日本人のおなまえ｣ボイスオーバー

### ゲーム
- BLEACH Rebirth of Souls
- 白猫プロジェクト NEW WORLD'S｣Happy Merry Giant〜雪怪獣の来る夜に〜（デーゼン）
- 龍が如く7外伝 名を消した男
- ファミコン探偵倶楽部 笑み男（轟社長）
- 龍が如く8（チンピラ、解説員）
- 龍が如く8外伝 Pirates in Hawaii
- ANONYMOUS;CODE（田淵亮一〈ダブ〉[24]）
- 爆走次元ネプテューヌ VS 巨神スライヌ（巨神スライヌ[25]、グリンヌマン）
- 超次元ゲイム ネプテューヌ GameMaker R:Evolution（配達員　他）
- スターフィールド
- 黒い砂漠（ゴルガス、金豚王）
- アノーミューテーショネム（ロッキー　他）
- モバイルレジェンド（ハカート）
- 原神（ワーグナー、東昇　他）
- セブンナイツ～時空の旅人～（輸送兵　他）
- 獅子の如く（毛利隆元、佐竹義堯）
- 天地の如く（蒙恬）
- ファミコン探偵倶楽部～後ろに立つ少女～
- 閃乱忍忍忍者ネプテューヌ -少女達の響艶-
- B-PROJECT*流星ファンタジア
- 未定事件簿
- リネージュ2レボリューション
- Run For Money 〜逃走ごっこ〜
- TERA ORIGIN（帝国兵）

### ボイスコミック
- ジャンプチャンネル
  - 魔々勇々（グリシャ、パンネロ）
  - 願いのアストロ（世剣金剛、鷹派組員）
  - 極東ネクロマンス（薫の叔父）
  - 悪祓士のキヨシくん（冥藤、男性客）

### ドラマCD
- B-PROJECT Supernova
- Magia Circus DramaCD 〜It's Showtime〜

### シリーズ一覧
1. ↑  第一章（2023年）、第二章（2023年）